# Andreas Kuntz
Andreas Kuntz (* 2. Februar 1952 in Köln; † 12. Dezember 2012) war ein deutscher Ethnologe.

## Laufbahn
Nach der Promotion in Marburg 1980 und Habilitation 1990 in Hamburg lehrte er als Privatdozent für Ethnologie an der Universität Hamburg und als Professor an der Albert-Ludwigs-Universität Freiburg.

## Veröffentlichungen (Auswahl)
- Technikgeschichte und Museologie. Beiträge zu einer Wissenschaftsgeschichte museumspädagogischer Probleme. Frankfurt am Main 1981, ISBN 3-8204-6857-9.
- Der bloße Leib. Bibliographie zu Nacktheit und Körperlichkeit. Frankfurt am Main 1985, ISBN 978-3-8204-8138-9.
- Das Museum als Volksbildungsstätte. Museumskonzeptionen in der deutschen Volksbildungsbewegung 1871–1918. Münster 1996, ISBN 3-89325-422-6.
- Verlust der Volkskunde? Reprints zur Mitte der Popularistik. Norderstedt 2004, ISBN 3-8334-1276-3.